# زيبولا
زيبولا (بالإيطالية: zeppola)‏ هي عجينة مقلية، وموطنها الأصلي هو إقليم قلورية في إيطاليا.

## طريقة تحضير
تُحضر من مزيج من الدقيق والماء والخميرة والبطاطا المسلوقة مع قليل من الملح. غالبا ما يُضاف اليها سمك الأنشوجة، أو سمك القد المملح، أو مرق السمك، أو الجبن، أو الطماطم المجفف بالشمس، أو الزيتون، أو ندوجا. على الرغم من وجود اختلافات بين بعض عائلات إقليم قلورية في تحضيرها، إلا أن عجينة زيبولا عادة يضاف اليها البقدونس الطازج وتُقلى في الزيت.
تُعد عجينة زيبولا أكلة تقليدية في مقاطعات رية قلورية وقطنصار وفيبو فالينتيا وكزنسة.